# Machadoembia arcuata
Machadoembia arcuata is een insectensoort uit de familie Embiidae, die tot de orde webspinners (Embioptera) behoort. De soort komt voor in Congo-Kinshasa.
Machadoembia arcuata is voor het eerst wetenschappelijk beschreven door Ross in 1988.